# Sáenz (subte de Buenos Aires)
Sáenz será una futura estación del Subte de Buenos Aires perteneciente a la línea H. Estará ubicada debajo de la intersección de las avenidas Perito Moreno y Sáenz, en el barrio porteño de Nueva Pompeya. Será posible realizar combinación con la estación homónima de la línea Belgrano Sur.

## Historia
En el proyecto original la terminal era la estación Nueva Pompeya, pero por problemas con el suelo dada su cercanía con el Riachuelo, se canceló su construcción y Sáenz será la terminal sur de la línea. El 11 de diciembre de 2014, la legislatura porteña aprobó una ley modificando la traza de la línea H y declarando sujeto a expropiación al predio de la estación Sáenz. Su emplazamiento original entre las avenidas Almafuerte y Sáenz debió ser revisado por el proyecto de construcción de un viaducto y un centro de trasbordo ferrocarril-metrobús-subte en la avenida Sáenz, trasladándose la ubicación de la estación hacia la avenida Perito Moreno. La ley N° 5233 sobre el trazado de la línea H cita la construcción de la estación en «el predio comprendido entre las calles Sáenz, Perito Moreno, Las Palmas, Tabaré y vías del FC Belgrano». También se estableció un ramal alternativo desde Sáenz hasta la villa 1-11-14 con una estación en la avenida Fernández de la Cruz.
La construcción de la estación debía iniciarse el 17 de enero de 2012 junto a las estaciones Facultad de Derecho, Las Heras, Santa Fe y Córdoba. Se preveía que se inaugurasen todas en septiembre de 2015, aunque se decidió avanzar primero en las obras de las estaciones del tramo norte, cuyas inauguraciones se produjeron entre fines de 2015 (Córdoba) y mediados del 2018 (Facultad de derecho), en detrimento de las del tramo sur.
Hacia mediados de 2016, las obras no presentaban avances, debido a que estaba suspendida por complicaciones técnicas. En agosto de 2016, la UTE constructura confirmó que la estación se encontraba en etapas preliminares de construcción por el cambio en la traza y la coordinación con las obras de un viaducto y del Ferrocarril Belgrano Sur. Sí se estaba trabajando con el tramo del túnel posterior a la estación Hospitales.
A fines de 2021 la obra permanecía paralizada. Por lo tanto, el gobierno de la ciudad no ha definido aún una fecha tentativa para su ejecución. 
En 2022 la obra no registró ningún avance y crece la incertidumbre sobre su factibilidad técnica y económica por problemas relacionados con la calidad del suelo del lugar donde se encontraría emplazada, según Sbase, y por la política llevada a cabo por el gobierno de la ciudad, que no inaugura ninguna estación desde junio de 2019.